# Wolfgang Schmidt (Fußballspieler, 1940)
Wolfgang Schmidt (* 31. Oktober 1940) war Fußballspieler in Karl-Marx-Stadt, dem heutigen Chemnitz. Für den SC Motor Karl-Marx-Stadt war er in der DDR-Oberliga, der höchsten Spielklasse des DDR-Fußball-Verbandes (DFV) aktiv. Er ist mehrfacher Junioren- und Nachwuchs-Nationalspieler und stand einmal in der B-Auswahl. 
Schmidt wurde 1958 in den Kader der DDR-Junioren-Nationalmannschaft aufgenommen. Zu dieser Zeit war sein Heimatklub der SC Motor Karl-Marx-Stadt, der mittelsächsische Fußballschwerpunkt. Bis 1959 bestritt er 12 Junioren-Länderspiele, in denen er als Mittelfeldspieler meistens auf der linken Seite eingesetzt wurde. Anschließend rückte er in die Nachwuchs-Nationalmannschaft auf, mit der er zwischen 1960 und 1963 weitere sechs Länderspiele absolvierte. Auch dort spielte er zunächst im Mittelfeld, zuletzt war er Abwehrspieler. 
Im Männerbereich des SC Motor spielte Schmidt von der Rückrunde 1959 an in der drittklassigen II. DDR-Liga. Als Stürmer bzw. Mittelfeldspieler war er am Aufstieg in die I. DDR-Liga beteiligt. Dort bildete er zwei Jahre lang mit Eberhard Winkler die Mittelfeldachse des SC Motor. In der Saison 1961/62 gehörte er zur Mannschaft, die den Aufstieg in die DDR-Oberliga schaffte. Er war in 38 von 39 Punktspielen dabei und schoss als Mittelfeldspieler zwei Tore. Im Mai 1962 wurde er zudem im B-Länderspiel DDR – Sowjetunion (1:1) eingesetzt. Auch in der Oberligasaison 1962/63 war Schmidt einer der tragenden Kräfte der Karl-Marx-Städter. Er begann als rechter Mittelfeldakteur, rückte aber, als Claus Rüdrich in der Rückrunde nicht zur Verfügung stand, in die zentrale Abwehr. Er bestritt sämtliche 26 Punktspiele. Seine Abwehrposition behielt Schmidt auch in der Hinrunde der Spielzeit 1963/64 bei, in der er nur bei einem Punktspiel aussetzte. Zu Beginn der Rückrunde Anfang 1964 fehlte Schmidt bis zum Saisonende im Aufgebot der Karl-Marx-Städter Oberligamannschaft. Nach 38 torlosen Oberligaspielen trat Schmidt danach nicht mehr im höherklassigen Fußball in Erscheinung.